# Zeusch Aviation
Zeusch Aviation is een Nederlandse luchtvaartmaatschappij met thuisbasis en hoofdkantoor op  Lelystad Airport. De maatschappij heeft een vloot van Beechcraft King Air 200 en Beechcraft King Air C90A, en voert medische evacuatievluchten, transplantatievluchten, surveillancevluchten en privévluchten uit. Con Zwinkels, oprichter van LeaseWeb, is eigenaar van de luchtvaartonderneming.

## Vloot
De vloot van Zeusch Aviation bestond in juli 2025 uit dertien vliegtuigen van de volgende types:
- Beechcraft King Air B200
- Beechcraft King Air C90A

## Ongeluk

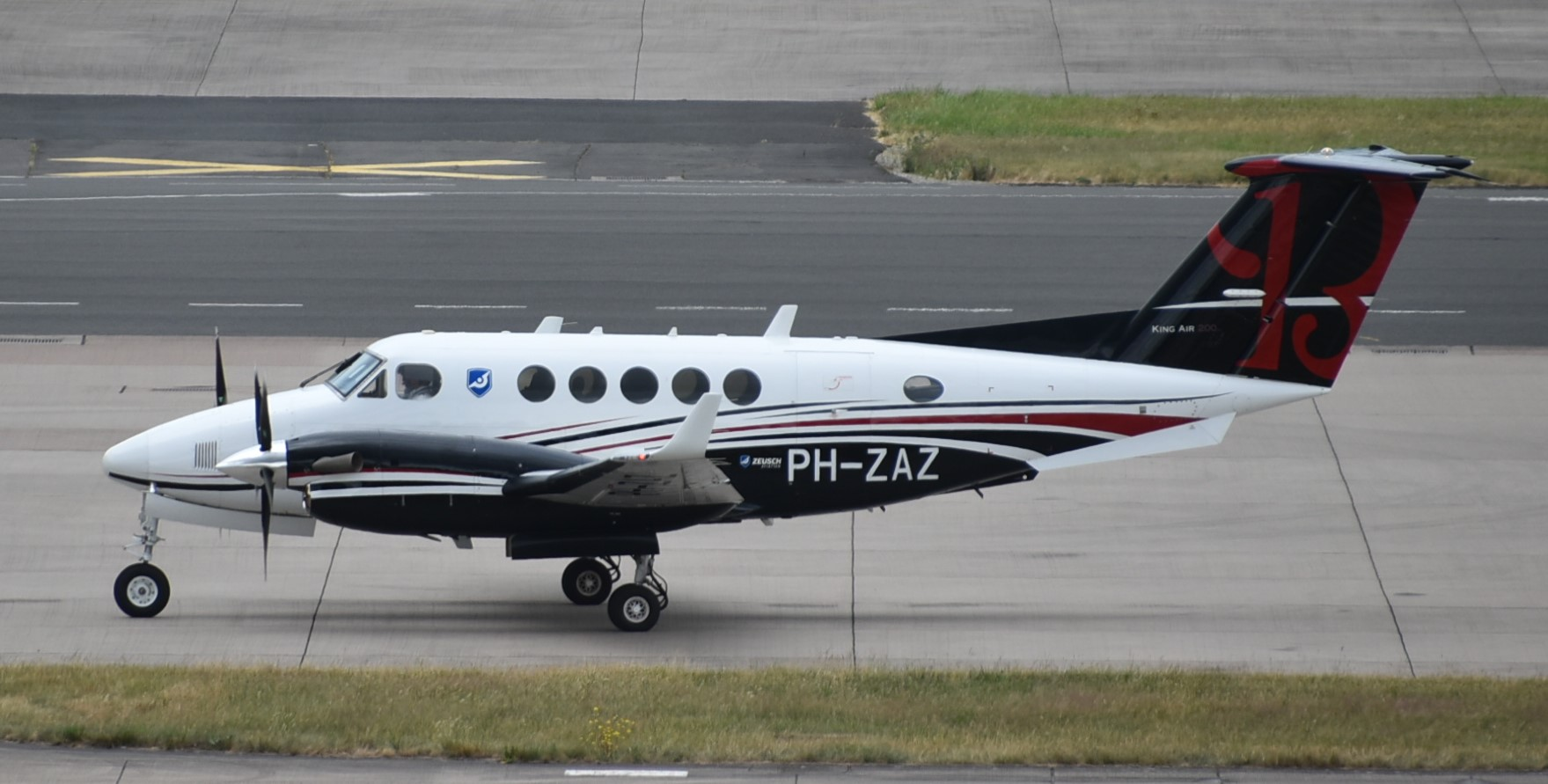
Het op London Southend Airport gecrashte vliegtuig (PH-ZAZ) in juni 2025

Op 13 juli 2025 crashte en explodeerde een Beechcraft King Air B200 (PH-ZAZ) op London Southend Airport vlak nadat het vliegtuig opgestegen was met bestemming Lelystad Airport. Het vliegtuig was een uur eerder op Southend aangekomen van een ambulancevlucht uit Athene met een tussenstop in Pula in Kroatië. Alle vier inzittenden van het toestel kwamen om het leven; twee Nederlandse piloten, een Duitse arts en een Duits-Chileense verpleegkundige.